# 南非辮魚
南非辮魚為輻鰭魚綱辮魚目辮魚科的其中一種，分布於西印度洋區，從紅海至南非開普敦海域，棲息深度145-660公尺，為深海魚類，體長可達60公分。

## 擴展閱讀
維基物種上的相關：南非辮魚